# 普渡眾生
普渡眾生是香港歌手林家謙於2024年推出的單曲，10月22日由Terence Lam Production & Company（TLP）數位發行，MV於11月7日推出。這支單曲是林家謙為電影破·地獄所創作的主題曲。

## 製作
普渡眾生是林家謙首度創作的電影主題曲，林家謙在訪談中提到，接到電影公司的邀請並且觀影過後，因為電影給予很大的感受，以及有獲得靈感才決定接下，看完電影後腦中已經浮現大調和小调、象徵輪迴的變調合音。不過主旋律的靈感，直到有天看到路邊一棵斷樹，才得以完成這首關於「還未斷的根」的歌曲。主Key為升C大調/降D大調，節奏184BPM的悠緩速度。歌詞的部分充滿詩意地道出電影核心概念：「生死從不由己定，人身難得度眾生」，談到自己寫的歌詞，最喜歡的是最後「隨落葉」那兩句，雖然落葉不會生根是自己組合出來的意思，不過林家謙認為這就像是人的降臨與離開的旅程循環，藉此傳達了他的人生觀。整首歌曲林家謙以鋼琴作為主導走向，後半段加入和聲堆疊情緒，在最後將近1分鐘僅有鋼琴漸慢獨奏將情緒帶向平靜。

## 商業表現
在2025年1月1日舉行的2024年度叱咤樂壇流行榜頒獎典禮入圍「叱咤樂壇我最喜愛的歌曲大獎」最後5強。2025年2月14日第43屆香港電影金像獎公布入圍名單，此曲得到「最佳原創歌曲」提名；4月27日公布結果順利獲獎。
2025年4月6日舉辦的Chill Club 推介榜年度推介24/25典禮上獲得「Chill Club歌手推介歌曲大獎」，計有25張歌手推介票。

## 資料來源
1. ↑  . 明報. 2024-12-01  [2025-02-15]. （原始内容存档于2025-01-20） （中文（香港））.
2. ↑  莫匡堯. . 香港01. 2024-10-10  [2025-02-15]. （原始内容存档于2024-11-10） （中文（香港））.
3. ↑  羅志宏. . 港生活.   [2025-02-14] （中文（香港））.
4. ↑  . am730. 2024-10-11  [2025-02-15]. （原始内容存档于2025-02-15） （中文（香港））.
5. ↑  . SONG BPM.   [2025-02-15]. （原始内容存档于2025-02-17） （英语）.
6. 1 2  . Sound of Life. 2024-12-13  [2025-02-15]. （原始内容存档于2025-02-15） （中文（香港））.
7. ↑  . musixmatch.   [2025-04-07].
8. ↑  . 點新聞. 2025-04-06  [2025-04-07] （中文（香港））.
9. ↑  林子棠; 達里. . 文匯網. 2025-01-01  [2025-02-15] （中文（香港））.
10. ↑  蕭宇涵. . 緯來新聞網. Yahoo 奇摩新聞. 2025-02-14  [2025-02-15]. （原始内容存档于2025-02-15） （中文（臺灣））.
11. ↑  . am730. 2025-04-27  [2025-04-27]. （原始内容存档于2025-04-29） （中文（香港））.
12. ↑  . 明報新聞網. 2025-04-29  [2025-04-29]. （原始内容存档于2025-04-30） （中文（香港））.
13. ↑  . 星島頭條. 2025-04-07  [2025-04-07] （中文（香港））.